# NGC 3195
NGC 3195, även känd som Caldwell 109, är en planetarisk nebulosa belägen i stjärnbilden Kameleonten. Det är den sydligaste av alla ljusare ansenliga planetariska nebulosor på himlen, och förblir dold för alla nordliga observatörer. Den upptäcktes 1835 av John Herschel. Den har en magnitud på 11,6 är något oval i formen, med dimensioner på 40 × 35 bågsekunder och kan ses visuellt i teleskop vid låga förstoringar.

## Egenskaper
Spektroskopi visar att NGC 3195 närmar sig jorden med 17 km/s, medan nebulositeten expanderar med ca 40 km/s. Centralstjärnan är listad med en magnitud av >15,3 (V) eller 16,1 (B). En analys av Gaia-data tyder på att centralstjärnan är en dubbelstjärna.